# 吳英 (弘治進士)
吳英（1459年—？），字世傑，浙江杭州府臨安縣人，民籍，明朝政治人物。

## 生平
弘治二年（1489年）己酉科浙江鄉試第八名舉人。弘治六年（1493年）中式癸丑科會試第二百八十四名，二甲第六十名進士。

## 家族
曾祖吳員；祖父吳真；父吳鏐，母孟氏。重庆下。兄梅。弟權、越。